# Liste der Baudenkmäler in Türnich
Die Liste der Baudenkmäler in Türnich enthält die denkmalgeschützten Bauwerke auf dem Gebiet von Kerpen-Türnich in Nordrhein-Westfalen (Stand: Januar 2021). Diese Baudenkmäler sind in der Denkmalliste der Stadt Kerpen eingetragen; Grundlage für die Aufnahme ist das Denkmalschutzgesetz Nordrhein-Westfalen (DSchG NRW).

## Baudenkmäler
Die Liste der Baudenkmäler enthält Sakralbauten, Wohn- und Fachwerkhäuser, historische Gutshöfe und Adelsbauten, Industrieanlagen, Wegekreuze und andere Kleindenkmäler sowie Grabmale und Grabstätten, die eine besondere Bedeutung für die Geschichte Erftstadts haben.
Hinweis: Die Reihenfolge der Denkmäler in dieser Liste entspricht der offiziellen Liste und ist nach Bezeichnung, Ortsteilen und Straßen sortierbar.
| Bild            | Bezeichnung     | Lage                                   | Beschreibung | Bauzeit | Eingetragen seit | Denkmal- nummer |
| --------------- | --------------- | -------------------------------------- | ------------ | ------- | ---------------- | --------------- |
|                 |                 | Türnich Heerstr. 33                    |              |         | 14.09.1988       | 179             |
|                 |                 | Türnich Heerstr. 45                    |              |         | 01.12.1988       | 182             |
|                 |                 | Türnich Heerstr. 69                    |              |         | 01.12.1988       | 184             |
|                 |                 | Türnich Heerstr. 93                    |              |         | 01.12.1988       | 185             |
|                 |                 | Türnich Heerstr. 98                    |              |         | 21.03.1997       | 186             |
| Wegekreuz       | Wegekreuz       | Türnich Maximilianstr./Nachtigallenweg |              |         | 02.10.2003       | 107             |
|                 |                 | Türnich Wegekreuz Friedhof Türnich     |              |         | 05.11.2003       | 110             |
| Schloss Türnich | Schloss Türnich | Türnich                                |              |         | 09.10.1984       | 2               |
|                 | Wegekreuz       | Türnich Heerstraße/Ecke Nußbaumallee   |              |         | 06.03.2014       | 135             |

## Belege
1. ↑  Denkmalliste der Stadt Kerpen, übermittelt durch die Untere Denkmalbehörde Kerpen.